# Curitibanos (ort)
Curitibanos är en ort i Brasilien.   Den ligger i kommunen Curitibanos och delstaten Santa Catarina, i den södra delen av landet, 1 300 km söder om huvudstaden Brasília. Curitibanos ligger 1 002 meter över havet och antalet invånare är 32 141.
Terrängen runt Curitibanos är lite kuperad.
I omgivningarna runt Curitibanos växer huvudsakligen savannskog. Runt Curitibanos är det ganska tätbefolkat, med 72 invånare per kvadratkilometer.